# Maria Djurkovic
Maria Djurkovic é uma diretora de arte britânica. Como reconhecimento, foi nomeada ao Oscar 2015 na categoria de Melhor Direção de Arte por The Imitation Game.
Djurkovic tem ascendência checa, russa e montenegrina, tendo passado a infância na antiga Jugoslávia. Estudou na Universidade de Oxford e iniciou a carreia no cinema em meados da década de 1980.